# Leg
Leg er en fællesbetegnelse for underholdende aktivitet, som kan udføres af både mennesker og dyr. At lege er en aktivitet der ofte udføres af flere personer. For det meste bliver udtrykket brugt om børns aktiviteter. Når de leger kan legen have det mål at optræne motorikken, samt at lære om sig selv og omverdenen. Leg kan indgå som en vigtig del af pædagogik og uddannelse.
Lege kan deles op i 5 hovedkategorier:
1. Rollebaserede lege: Børns mere eller mindre spontane leg, hvor de indtager bestemte roller. Det sker igennem rollelege, som f.eks. cowboy og indianere, far, mor og børn eller købmand. Disse kan ses som forberedelse til den voksne verden. En stor del af indholdet i rollebaserede lege (eller rollelege) er forhandlingen om legens indhold og udvikling.
2. Regelstyrede lege: Denne omfatter gemmelege som tagfat, boldspil, rundbold, fodbold, samt mange selskabslege. Fælles for de regelstyrede lege er at de har faste regler, som ikke er til konstant forhandling[2]. Se evt. spil. Selskabslege hører under denne kategori, og er lege for voksne, der leges til festlige begivenheder. Eksempler på kendte selskabslege er seddel under tallerken.
3. Konstruktionslege: Bygge huler og sæbekassebiler, eksperimentere med materialer, lege med samlesæt, sproglege.
4. Fysisk betonede udfordringer: gynge, klatre i træer, snurre rundt, tumle. Disse lege betegnes ofte som udendørslege.
5. Samle: finde, sortere, bytte og opbevare (sten, glansbilleder, frimærker, hjemmesider)